# Pete McCaffrey
John Paul McCaffrey, detto Pete (Tucson, 24 gennaio 1938 – Bellaire, 4 marzo 2012), è stato un cestista statunitense, attivo a livello amatoriale nella AAU e campione olimpico nel 1964.

## Carriera
Con gli Stati Uniti ha disputato i Giochi olimpici di Tokyo 1964.

## Palmarès
- Campione AAU (1964)